# Northcliffe (West-Australië)
Northcliffe is een dorp in de regio South West in West-Australië. Het ligt 28 kilometer ten zuiden van Pemberton. Tijdens de volkstelling van 2021 telde Northcliffe 288 inwoners.

## Geschiedenis
In 1923 liet James Mitchell, premier van West-Australië, naar aanleiding van een Group Settlement Scheme, het gebied waar Northcliffe zou komen te liggen opmeten. Het programma liep vijf jaar lang, vanaf 1920, en hielp zo'n 6.000 Engelse mannen met hun familie zich in West-Australië te vestigen en een boerderij te beginnen. Northcliffe werd in 1924 gesticht aan de terminus van de spoorlijn tussen Bridgetown en Jarnadup. Mitchell noemde het dorp naar Lord Northcliffe, eigenaar van The Times en de Daily Mail in Londen, Director of Propaganda in de Britse regering tijdens de Eerste Wereldoorlog, die in 1922 gestorven was.

## 21e eeuw
Northcliffe maakt deel uit van het lokale bestuursgebied (LGA) Shire of Manjimup. Northcliffe heeft een districtsschool, een bibliotheek en verscheidene sportfaciliteiten.
In februari 2015 werd Northcliffe getroffen door een zware bosbrand. Bijna alle inwoners werden gedwongen hun huizen te verlaten.

## Toerisme
Northcliffe ligt middenin karri-, marri- en jarrahbossen en dicht bij de Warren, D'Entrecasteaux en Shannon nationale parken. Het is verder gekend voor Mt Chudalup, een granieten monoliet, Northcliffe Forest Park en de stranden van Windy Harbour. Tookalup is een belangrijke plaats voor de Aborigines.
Men vindt er het Northcliffe Pioneer Museum met het originele kolonieschooltje. De George Gardner-tentoonstelling in het museum bevat een verzameling tot 8.000 jaar oude gebruiksvoorwerpen van de Aboriginals, fossielen van miljoenen jaren oud en 1.200 stenen en mineralen uit Australië en de hele wereld.
Het Bibbulmunwandelpad, een langeafstandswandelpad van om en bij 1.000 kilometer, en de even lange Munda Biddi mountainbikeroute, slingeren door Northcliffe.

## Transport
Northcliffe ligt langs de Middleton Road die in verbinding staat met de South Western Highway. De GS3-busdienst van Transwa tussen Perth en Albany doet Northcliffe elke dag aan.

## Klimaat
Northcliffe kent een gematigd mediterraan klimaat, Csb volgens de klimaatclassificatie van Köppen. De gemiddelde jaarlijkse temperatuur bedraagt 15,0 °C en de gemiddelde jaarlijkse neerslag 1.152 mm.

## Galerij

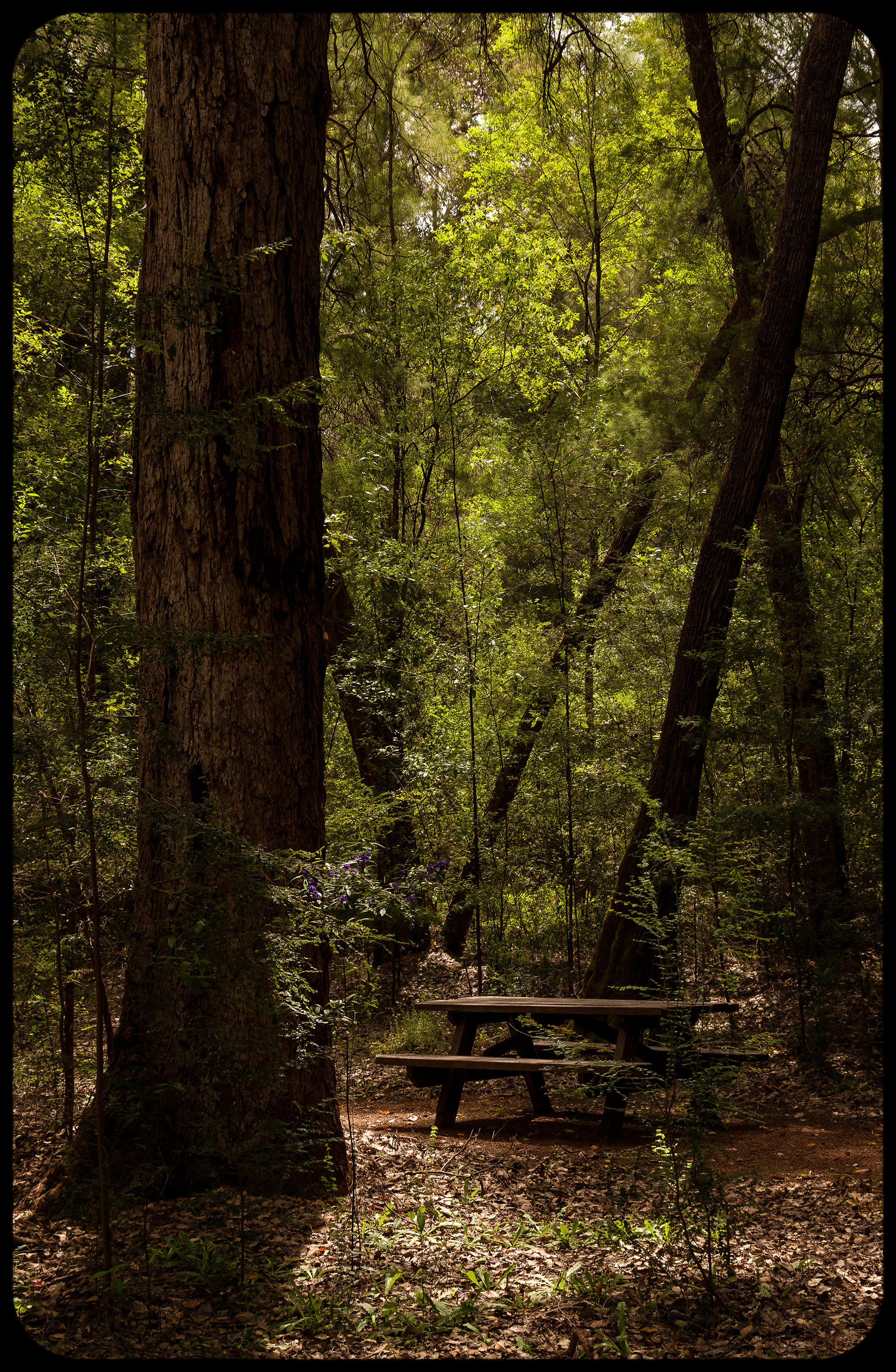
Warren National Park
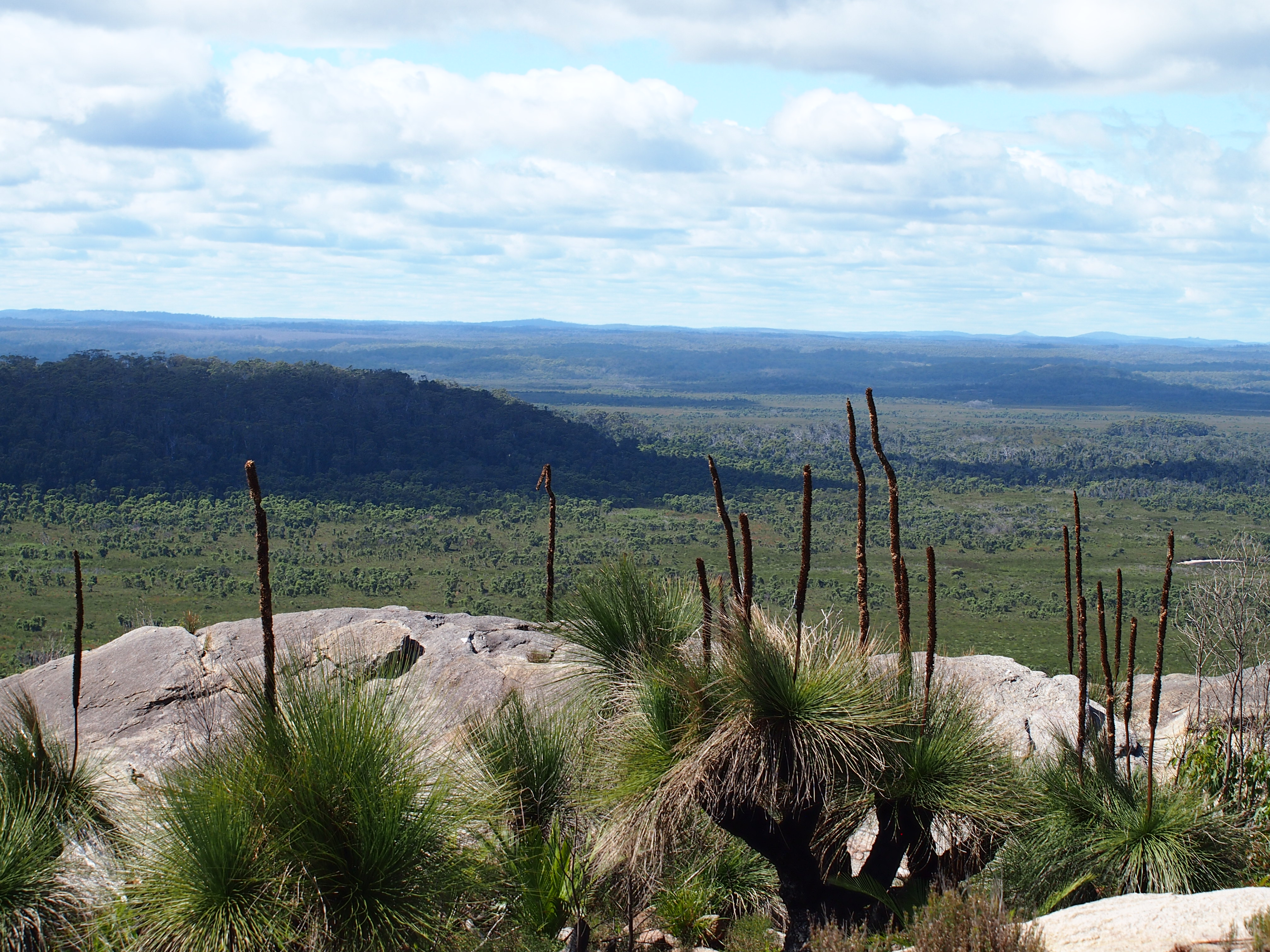
zicht van Mt Chudalup

Acton Park · Alexandra Bridge · Allanson · Augusta · Balingup · Benger · Binningup · Boyanup · Boyup Brook · Bramley · Bridgetown · Brookhampton · Brunswick Junction · Bunbury · Burekup· Busselton · Capel · Carbunup River · Chowerup · Collie · Cookernup · Cowaramup · Cundinup · Dardanup · Deanmill · Dingup · Dinninup · Donnelly River · Donnybrook · Dunsborough · Elgin · Ferguson · Forest Grove · Forrest Beach · Gnarabup · Gracetown · Greenbushes · Harvey · Hester · Jardee · Jarrahwood · Karridale · Kirup · Kudardup · Kulikup · Ludlow · Manjimup · Margaret River · Mayanup · Metricup · Mullalyup · Myalup · Nannup · Northcliffe · Nyamup · Pemberton · Peppermint Grove Beach · Prevelly · Quindalup · Quinninup · Roelands · Rosa Brook · Shotts · Stratham · Uduc · Vasse · Walpole · Waterloo · Wilga · Windy Harbour · Witchcliffe · Wilyabrup · Wokalup · Wonnerup · Worsley · Yallingup · Yalup Brook · Yarloop · Yoongarillup · Yornup